# Martin Stellpflug
Martin H. Stellpflug (* 3. Januar 1968 in Münster) ist ein deutscher Rechtswissenschaftler, ordentlicher Professor für Gesundheitsrecht und Ethik an der Psychologischen Hochschule Berlin und Rechtsanwalt in Berlin.

## Werdegang
Martin Stellpflug studierte an den Universitäten Marburg/Lahn, Kent in Canterbury, dem King’s College in London und Freiburg im Breisgau. Er erwarb 1991 einen Master of Arts (M.A.) in Medical Ethics and Law am King’s College London, bestand 1993 die erste juristische Staatsprüfung in Freiburg im Breisgau und promovierte dort 1996 bei Albin Eser am Max-Planck-Institut für ausländisches und internationales Strafrecht mit einem medizinstrafrechtlichen Thema. Nach der zweiten juristischen Staatsprüfung 1997 in Berlin begann er seine anwaltliche Tätigkeit und erwarb 2001 bzw. 2005 die Befugnisse, die Bezeichnung Fachanwalt für Sozialrecht bzw. Fachanwalt für Medizinrecht zu führen. 2008 folgte die Berechtigung zum Führen der Bezeichnung Mediator, 2013 wurde er zum Professor für Gesundheitsrecht und Ethik an der Psychologischen Hochschule Berlin ernannt.

## Funktionen
Martin Stellpflug ist seit 2003 Justitiar der Bundespsychotherapeutenkammer, seit 2011 Mitglied des Kuratoriums der Kaiserin-Friedrich-Stiftung für das ärztliche Fortbildungswesen, seit 2014 Vorstandsmitglied der Deutschen Gesellschaft für Kassenarztrecht, seit 2015 Schriftleiter (zusammen mit Christian Katzenmeier) der Zeitschrift Medizinrecht, seit 2013 Mitglied und seit 2020 Vorsitzender des Geschäftsführenden Ausschusses der Arbeitsgemeinschaft Medizinrecht im Deutschen Anwaltverein.

## Herausgeberschaften
- Mitherausgeber der Zeitschrift Medizinrecht, ISSN 0723-8886, Springer/C. H. Beck
- zus. mit Hans-Jürgen Rieger, Franz-Josef Dahm, Christian Katzenmeier und Ole Ziegler: Heidelberger Kommentar Arztrecht, Krankenhausrecht, Medizinrecht. C.F. Müller, Heidelberg 2008 (Beginn der Reihe), ISBN 978-3-8114-2228-5.
- zus. mit Ronny Hildebrandt und Max Middendorf: Gesundheitsrecht. Kompendium für die Rechtspraxis. C.F. Müller, Heidelberg (u. a.) 2006 (Beginn der Reihe), ISBN 978-3-8114-3310-6 und ISBN 978-3-8114-6949-5.
- zus. mit Maximilian Warntjen: Compliance in der Arztpraxis. 30 Fälle aus der Praxis - die häufigsten Fehler und wie man sie vermeiden kann. medhochzwei, Heidelberg 2017, ISBN 978-3-86216-310-6.
- Berufsgerichtliche Rechtsprechung Psychotherapie: Entscheidungssammlung in Volltexten und mit Orientierungssätzen. Psychotherapeutenverlag, Heidelberg 2017, ISBN 978-3-86224-025-8.

## Monographien (Auswahl)
- Martin Stellpflug, Inge Berns: Musterberufsordnung für die Psychotherapeuten, Text und Kommentierung. Psychotherapeutenverlag, Heidelberg 2020, ISBN 978-3-86224-027-2.
- Psychotherapeutenrecht. Berufs- und vertragsarztrechtliche Fragen. Psychotherapeutenverlag, Heidelberg 2013, ISBN 978-3-86224-014-2.
- Vertragsarztrecht / Vertragszahnarztrecht. C.F. Müller, Heidelberg 2005, ISBN 3-8114-3737-2.
- Niederlassung für Psychotherapeuten. Berufs- und vertragsarztrechtliche Fragen. R. v. Decker, Heidelberg 2005, ISBN 3-7685-0537-5.
- Arzt und Praxisrecht. ecomed, Landsberg am Lech 2002, ISBN 3-609-16048-9.
- Der strafrechtliche Schutz des menschlichen Leichnams. Eine rechtsvergleichende Studie zur strafrechtlichen Beurteilung von Handlungen am menschlichen Leichnam in der Bundesrepublik Deutschland, Großbritannien und der Republik Österreich. Peter Lang, Frankfurt am Main (u. a.) 1996, ISBN 3-631-30443-9 (zugleich Dissertation).

| Personendaten    | Personendaten                                       |
| ---------------- | --------------------------------------------------- |
| NAME             | Stellpflug, Martin                                  |
| ALTERNATIVNAMEN  | Stellpflug, Martin H.                               |
| KURZBESCHREIBUNG | deutscher Rechtswissenschaftler und Hochschullehrer |
| GEBURTSDATUM     | 3. Januar 1968                                      |
| GEBURTSORT       | Münster                                             |